# Discografia di Alexandra Stan
La discografia di Alexandra Stan, cantante rumena, è costituita da sei album in studio, tre raccolte, un EP, oltre cinquanta singoli, un album video e oltre cinquanta video musicali.

## Album

### Album in studio
| Anno                                                         | Titolo e dettagli | Classifiche | Classifiche | Classifiche | Classifiche | Classifiche | Classifiche |
| Anno                                                         | Titolo e dettagli | AUT         | FRA         | GER         | HUN         | SWI         |             |
| ------------------------------------------------------------ | --- | ----------- | ----------- | ----------- | ----------- | ----------- | ----------- |
| 2011                                                         | Saxobeats - Pubblicato: 29 agosto 2011 - Etichetta: MediaPro - Formato: CD, download digitale                        | 25          | 76          | 29          | 39          | 24          |             |
| 2014                                                         | Unlocked - Pubblicato: 27 agosto 2014 - Etichetta: Fonogram, Roton - Formato: CD, download digitale                  | —           | —           | —           | —           | —           |             |
| 2016                                                         | Alesta - Pubblicato: 9 marzo 2016 - Etichetta: Roton, Global - Formato: CD, download digitale, streaming             | —           | —           | —           | —           | —           |             |
| 2018                                                         | Mami - Pubblicato: 25 aprile 2018 - Etichetta: Universal România - Formato: CD, download digitale, streaming         | —           | —           | —           | —           | —           |             |
| 2022                                                         | Rainbows - Pubblicato: 29 aprile 2022 - Etichetta: Universal România - Formato: CD, LP, download digitale, streaming | —           | —           | —           | —           | —           |             |
| 2024                                                         | Energia ta - Pubblicato: 11 ottobre 2024 - Etichetta: Universal România - Formato: LP, download digitale, streaming  | —           | —           | —           | —           | —           |             |
| "—" indica una pubblicazione non classificata in quel paese. | |             |             |             |             |             |             |

### Raccolte
| Anno | Titolo e dettagli                                                                                      |
| ---- | --- |
| 2018 | The Best - Pubblicato: 10 ottobre 2018 - Etichetta: Victor - Formato: CD, download digitale, streaming |

### Album di remix
| Anno | Titolo e dettagli                                                                                                  |
| ---- | --- |
| 2016 | Mix Exceptional - Pubblicato: 12 agosto 2016 - Etichetta: Victor - Formato: CD, download digitale, streaming       |
| 2016 | Alesta: The Remix + - Pubblicato: 23 dicembre 2016 - Etichetta: Global - Formato: CD, download digitale, streaming |

## Extended play
| Anno | Titolo e dettagli                                                                             |
| ---- | --------------------------------------------------------------------------------------------- |
| 2013 | The Best Singles EP - Pubblicato: 5 ottobre 2012 - Etichetta: E2 - Formato: Download digitale |

## Singoli

### Come artista principale
| Anno                                                         | Titolo                                              | Classifiche | Classifiche | Classifiche | Classifiche | Classifiche | Classifiche | Classifiche | Classifiche | Classifiche | Classifiche | Certificazioni                                                                                                  | Album di provenienza         |
| Anno                                                         | Titolo                                              | ROU         | AUT         | FRA         | GER         | HUN         | ITA         | SPA         | SWI         | UK          | USA         | Certificazioni                                                                                                  | Album di provenienza         |
| ------------------------------------------------------------ | --------------------------------------------------- | ----------- | ----------- | ----------- | ----------- | ----------- | ----------- | ----------- | ----------- | ----------- | ----------- | --- | ---------------------------- |
| 2009                                                         | Lollipop (Param Pam Pam)                            | 58          | —           | —           | —           | —           | —           | —           | —           | —           | —           | | Saxobeats                    |
| 2010                                                         | Mr. Saxobeat                                        | 1           | 1           | 6           | 1           | 8           | 1           | 3           | 1           | 3           | 21          | - AUT: Platino - GER: Oro (3) - ITA: Platino (4) - SPA: Oro - SWI: Platino (2) - UK: Platino (2) - USA: Platino | Saxobeats                    |
| 2011                                                         | Get Back (ASAP)                                     | 4           | 27          | 19          | —           | —           | 24          | 25          | 23          | 56          | —           | | Saxobeats                    |
| 2012                                                         | 1.000.000 (feat. Carlprit)                          | 13          | —           | —           | —           | —           | 34          | —           | —           | —           | —           | | Saxobeats                    |
| 2012                                                         | Lemonade                                            | 22          | —           | —           | —           | —           | 25          | —           | —           | —           | —           | - ITA: Oro | Cliché (Hush Hush)           |
| 2012                                                         | Cliché (Hush Hush)                                  | 91          | —           | —           | —           | —           | 28          | —           | —           | —           | —           | | Cliché (Hush Hush)           |
| 2013                                                         | All My People (vs. Manilla Maniacs)                 | 52          | —           | —           | —           | —           | 55          | —           | —           | —           | —           | | Cliché (Hush Hush)           |
| 2014                                                         | Thanks for Leaving                                  | 42          | —           | —           | —           | —           | 83          | —           | —           | —           | —           | | Unlocked                     |
| 2014                                                         | Cherry Pop                                          | 82          | —           | —           | —           | —           | —           | —           | —           | —           | —           | | Unlocked                     |
| 2014                                                         | Dance                                               | —           | 70          | —           | —           | —           | —           | —           | —           | —           | —           | | Unlocked                     |
| 2014                                                         | Give Me Your Everything                             | —           | —           | —           | —           | —           | —           | —           | —           | —           | —           | | Unlocked                     |
| 2014                                                         | Vanilla Chocolat (feat. Connect-R)                  | —           | —           | —           | —           | —           | —           | —           | —           | —           | —           | | Unlocked                     |
| 2015                                                         | We Wanna (con Inna feat. Daddy Yankee)              | 59          | —           | —           | —           | —           | 60          | 82          | —           | —           | —           | - ITA: Oro | Alesta Inna Unlocked Nirvana |
| 2015                                                         | I Did It, Mama!                                     | 9           | —           | —           | —           | —           | —           | —           | —           | —           | —           | | Alesta                       |
| 2016                                                         | Balans (feat. Mohombi)                              | —           | —           | —           | —           | —           | —           | —           | —           | —           | —           | - AUT: Oro | Alesta                       |
| 2016                                                         | Écoute (feat. Havana)                               | 14          | —           | —           | —           | —           | —           | —           | —           | —           | —           | | Alesta                       |
| 2016                                                         | Boom Pow                                            | 67          | —           | —           | —           | —           | —           | —           | —           | —           | —           | | Alesta                       |
| 2017                                                         | 9 Lives (feat. Jahmmi)                              | —           | —           | —           | —           | —           | —           | —           | —           | —           | —           | | Alesta                       |
| 2017                                                         | Boy Oh Boy                                          | —           | —           | —           | —           | —           | —           | —           | —           | —           | —           | | Mami                         |
| 2017                                                         | Noi doi                                             | 80          | —           | —           | —           | —           | —           | —           | —           | —           | —           | | Mami                         |
| 2018                                                         | Mami                                                | —           | —           | —           | —           | —           | —           | —           | —           | —           | —           | | Mami                         |
| 2019                                                         | I Think I Love It                                   | 38          | —           | —           | —           | —           | —           | —           | —           | —           | —           | | Rainbows                     |
| 2020                                                         | Obsesii                                             | 12          | —           | —           | —           | —           | —           | —           | —           | —           | —           | | Rainbows                     |
| 2020                                                         | Delfinii (con Criss Blaziny)                        | —           | —           | —           | —           | —           | —           | —           | —           | —           | —           | | /                            |
| 2020                                                         | Tikari (feat. LiToo)                                | —           | —           | —           | —           | —           | —           | —           | —           | —           | —           | | Rainbows                     |
| 2020                                                         | Bandit (con Paul Damixie)                           | —           | —           | —           | —           | —           | —           | —           | —           | —           | —           | | /                            |
| 2021                                                         | Tembleque (con Nosfe e Sak Noel feat. Los Tioz)     | 97          | —           | —           | —           | —           | —           | —           | —           | —           | —           | | /                            |
| 2021                                                         | Aleasa                                              | 28          | —           | —           | —           | —           | —           | —           | —           | —           | —           | | Rainbows                     |
| 2021                                                         | Come into My World (con le Nervo)                   | 99          | —           | —           | —           | —           | —           | —           | —           | —           | —           | | Rainbows                     |
| 2021                                                         | Tokyo                                               | —           | —           | —           | —           | —           | —           | —           | —           | —           | —           | | Rainbows                     |
| 2022                                                         | Asta-i pentru altcineva (con i Vunk)                | —           | —           | —           | —           | —           | —           | —           | —           | —           | —           | | /                            |
| 2022                                                         | Bad at Hating You                                   | —           | —           | —           | —           | —           | —           | —           | —           | —           | —           | | Rainbows                     |
| 2022                                                         | Heal Your Soul (con Manuel Riva)                    | —           | —           | —           | —           | —           | —           | —           | —           | —           | —           | | /                            |
| 2022                                                         | Mai vara (con Amedeo)                               | —           | —           | —           | —           | —           | —           | —           | —           | —           | —           | | /                            |
| 2022                                                         | It's My Life (con i Pllws)                          | —           | —           | —           | —           | —           | —           | —           | —           | —           | —           | | /                            |
| 2023                                                         | Bitch Is Fire (con Mattn)                           | —           | —           | —           | —           | —           | —           | —           | —           | —           | —           | | /                            |
| 2023                                                         | Bobo                                                | —           | —           | —           | —           | —           | —           | —           | —           | —           | —           | | /                            |
| 2023                                                         | Bine cu puțin rău                                   | —           | —           | —           | —           | —           | —           | —           | —           | —           | —           | | Energia ta                   |
| 2023                                                         | Believe (con i VINAI)                               | —           | —           | —           | —           | —           | —           | —           | —           | —           | —           | | /                            |
| 2024                                                         | Băieții                                             | —           | —           | —           | —           | —           | —           | —           | —           | —           | —           | | Energia ta                   |
| 2024                                                         | Body (con Alex Gaudino e Mufa & Hypeman)            | —           | —           | —           | —           | —           | —           | —           | —           | —           | —           | | /                            |
| 2024                                                         | Bambola (con Toka)                                  | —           | —           | —           | —           | —           | —           | —           | —           | —           | —           | | /                            |
| 2024                                                         | Dancing in Marbella (con Sasha Lopez e Manuel Riva) | —           | —           | —           | —           | —           | —           | —           | —           | —           | —           | | /                            |
| 2024                                                         | Înapoi                                              | —           | —           | —           | —           | —           | —           | —           | —           | —           | —           | | Energia ta                   |
| 2024                                                         | Ocean                                               | —           | —           | —           | —           | —           | —           | —           | —           | —           | —           | | Energia ta                   |
| 2025                                                         | Wanna Dance                                         | —           | —           | —           | —           | —           | —           | —           | —           | —           | —           | | /                            |
| 2025                                                         | Aer (con Adi)                                       | —           | —           | —           | —           | —           | —           | —           | —           | —           | —           | | /                            |
| 2025                                                         | Ya Halmi                                            | —           | —           | —           | —           | —           | —           | —           | —           | —           | —           | | /                            |
| "—" indica una pubblicazione non classificata in quel paese. |                                                     |             |             |             |             |             |             |             |             |             |             | |                              |

### Come artista ospite
| Anno                                                         | Titolo                                                    | Classifiche | Classifiche | Classifiche | Classifiche | Album di provenienza  |
| Anno                                                         | Titolo                                                    | ROU         | AUT         | GER         | SWI         | Album di provenienza  |
| ------------------------------------------------------------ | --------------------------------------------------------- | ----------- | ----------- | ----------- | ----------- | --------------------- |
| 2013                                                         | Baby, It's OK (Follow Your Instinct feat. Alexandra Stan) | 90          | 31          | 17          | 44          | Animal Kingdom Alesta |
| 2015                                                         | Motive (Dorian feat. Alexandra Stan)                      | 62          | —           | —           | —           | Alesta                |
| 2016                                                         | Au gust zilele (Criss Blaziny feat. Alexandra Stan)       | —           | —           | —           | —           | Poetul mării          |
| 2016                                                         | Ciao (Whitesound feat. Alexandra Stan)                    | —           | —           | —           | —           | /                     |
| 2017                                                         | Synchronize (Alex Parker feat. Alexandra Stan)            | —           | —           | —           | —           | /                     |
| 2017                                                         | Siempre tú (Axel Muñiz feat. Alexandra Stan)              | —           | —           | —           | —           | /                     |
| 2017                                                         | Save the Night (Monoir feat. Alexandra Stan)              | —           | —           | —           | —           | /                     |
| 2018                                                         | Miami (Manuel Riva feat. Alexandra Stan)                  | 8           | —           | —           | —           | /                     |
| 2018                                                         | Ocean (8KO feat. Alexandra Stan)                          | —           | —           | —           | —           | /                     |
| 2019                                                         | Casino Lights (Tomoro feat. Alexandra Stan)               | —           | —           | —           | —           | /                     |
| 2020                                                         | Danger (RDGLDGRN feat. Nitty Scott & Alexandra Stan)      | —           | —           | —           | —           | /                     |
| "—" indica una pubblicazione non classificata in quel paese. |                                                           |             |             |             |             |                       |

### Singoli promozionali
| Anno | Titolo        | Album di provenienza |
| ---- | ------------- | -------------------- |
| 2013 | Bitter Sweet  | Saxobeats            |
| 2013 | Crazy         | Saxobeats            |
| 2013 | Ting-Ting     | Saxobeats            |
| 2017 | Like a Virgin | /                    |
| 2020 | Take Me Home  | Rainbows             |

## Altri brani entrati in classifica
| Anno | Titolo                                            | Classifiche | Album di provenienza |
| Anno | Titolo                                            | ROU         | Album di provenienza |
| ---- | ------------------------------------------------- | ----------- | -------------------- |
| 2014 | Inimă de gheață (Trupa Zero feat. Alexandra Stan) | 65          | /                    |

## Videografia

### Album video
| Anno | Titolo                                                                         |
| ---- | ------------------------------------------------------------------------------ |
| 2015 | The Collection - Pubblicato: 19 agosto 2015 - Etichetta: Victor - Formato: DVD |

### Video musicali
| Anno | Titolo                                                    | Regista                                          |
| ---- | --------------------------------------------------------- | ------------------------------------------------ |
| 2009 | Lollipop (Param Pam Pam)                                  | Andrei Nemirschi                                 |
| 2010 | Mr. Saxobeat                                              | Iulian Moga                                      |
| 2011 | Get Back (ASAP)                                           | Iulian Moga                                      |
| 2011 | 1.000.000 (feat. Carlprit)                                | Iulian Moga                                      |
| 2012 | Lemonade                                                  | Iulian Moga                                      |
| 2012 | Cliché (Hush Hush)                                        | Iulian Moga                                      |
| 2013 | All My People                                             | Ilarionov Borisov                                |
| 2013 | Baby, It's OK (Follow Your Instinct feat. Alexandra Stan) | Oliver Sommer                                    |
| 2014 | Inimă de gheață (Trupa Zero feat. Alexandra Stan)         | Khaled Mokhtar                                   |
| 2014 | Thanks for Leaving                                        | Khaled Mokhtar                                   |
| 2014 | Cherry Pop                                                | Khaled Mokhtar                                   |
| 2014 | Dance                                                     | Khaled Mokhtar                                   |
| 2014 | Give Me Your Everything                                   | Vlad Feneșan                                     |
| 2014 | Vanilla Chocolat (feat. Connect-R)                        | Alexandra Stan e The Architect                   |
| 2015 | We Wanna (con Inna feat. Daddy Yankee)                    | Khaled Mokhtar, David Gal e Dimitri Caceaune     |
| 2015 | Motive (Dorian feat. Alexandra Stan)                      | Ionut Trandafir                                  |
| 2015 | I Did It, Mama!                                           | Bogdan Daragiu                                   |
| 2016 | Balans (feat. Mohombi)                                    | Anton San                                        |
| 2016 | Écoute (feat. Havana)                                     | Khaled Mokhtar                                   |
| 2016 | Au gust zilele (Criss Blaziny feat. Alexandra Stan)       | Criss Blaziny                                    |
| 2016 | Boom Pow                                                  | Ironic Distors                                   |
| 2016 | Ciao (Whitesound feat. Alexandra Stan)                    | Andrei Stan                                      |
| 2017 | 9 Lives (feat. Jahmmi)                                    | Criss Blaziny                                    |
| 2017 | Synchronize (Alex Parker feat. Alexandra Stan)            | Criss Blaziny                                    |
| 2017 | Siempre tú (Axel Muñiz feat. Alexandra Stan)              | Manuel Escalante                                 |
| 2017 | Boy Oh Boy                                                | Bogdan Păun                                      |
| 2017 | Noi doi                                                   | Bogdan Păun                                      |
| 2017 | Save the Night                                            | —                                                |
| 2018 | Favorite Game                                             | Gu Suyeon                                        |
| 2018 | Mami                                                      | Bogdan Păun                                      |
| 2018 | Miami (Manuel Riva feat. Alexandra Stan)                  | Bogdan Păun                                      |
| 2018 | Ocean (8KO feat. Alexandra Stan)                          | —                                                |
| 2019 | I Think I Love It                                         | Criss Blaziny                                    |
| 2020 | Obsesii                                                   | Bogdan Daragiu                                   |
| 2020 | Danger (RDGLDGRN feat. Nitty Scott & Alexandra Stan)      | Patrick Lincoln                                  |
| 2020 | Take Me Home                                              | Cătălin Dardea                                   |
| 2020 | Delfinii (con Criss Blaziny)                              | Criss Balziny                                    |
| 2020 | Tikari (feat. LiToo)                                      | Loyal Trip Cartel                                |
| 2020 | Bandit (con Paul Damixie)                                 | Anton San                                        |
| 2021 | Tembleque (con Nosfe e Sak Noel feat. Los Tioz)           | Andra Marta e Cristina Poszet                    |
| 2021 | Aleasa                                                    | Lofi Blartisio                                   |
| 2021 | Come into My World (con le Nervo)                         | Raluca Netca                                     |
| 2021 | Tokyo                                                     | Raluca Netca                                     |
| 2022 | Asta-i pentru altcineva (con i Vunk)                      | Anton San                                        |
| 2022 | Bad at Hating You                                         | Raluca Netca                                     |
| 2022 | Heal Your Soul (con Manuel Riva)                          | Cristina Poszet, Andra Marta e Alexandru Mureșan |
| 2022 | Cherry Lips                                               | Claudiu Burcă                                    |
| 2023 | Bitch Is Fire (con Mattn)                                 | —                                                |
| 2023 | Bobo                                                      | Bogdan Daragiu                                   |
| 2023 | Bine cu puțin rău                                         | Vlad Oancea                                      |
| 2024 | Băieții                                                   | Alexandru Muresan                                |
| 2024 | Bambola (con Toka)                                        | —                                                |
| 2024 | Înapoi                                                    | Mihai Țiu                                        |
| 2024 | Ocean                                                     | Mihai Țiu                                        |
| 2024 | Energia ta                                                | Mihai Țiu                                        |
| 2025 | Wanna Dance                                               | Mihai Țiu                                        |